# エトキシキン
エトキシキン（英称Ethoxyquin）は、示性式 C14H19NO で表される有機窒素化合物。

## 用途など
抗酸化剤。乾燥した魚粉が自然発火しないよう、船舶で輸送される魚粉に対して使用することが国際規則（国際海事危険物質コード）で定められている。
日本では食品添加物としての認可や農薬登録は受けていないが、日本国外では飼料・ペットフードの抗酸化剤や、リンゴ・梨などの焼け防止剤、殺菌剤として広く用いられている。商品名はSantoquin。
一日摂取許容量は体重1kgあたり0.06mg（FAO/WHO）。なお、食品安全委員会による一日摂取許容量は体重1kgあたり0.005mg。食品衛生法に基づく食品中の残留基準は、リンゴ・梨において3.0ppm以下。
日本では2002年に、大手メーカーのアスタキサンチンを含む健康食品において、国外から輸入した原料にエトキシキンが使用されていたために商品を回収する事例が発生している。